# Quân Cờ Đen
Quân Cờ Đen (giản thể: 黑旗军; phồn thể: 黑旗軍; Hán-Việt: Hắc Kỳ quân; bính âm: Hēi qí jūn; Việt bính: hak1 kei4 gwan1) là một nhóm đảng cướp có quân số đa số xuất thân từ quân đội người Tráng, di chuyển từ vùng Quảng Tây của Trung Quốc băng qua biên giới vào hoạt động ở miền núi phía Bắc Kỳ thuộc triều đình Huế vào năm 1865, được biết đến nhiều chủ yếu do những trận đánh với lực lượng Pháp. Đội quân này mang tên Cờ Đen là do thủ lĩnh của họ, Lưu Vĩnh Phúc, ra lệnh dùng cờ hiệu màu đen.

## Thành lập

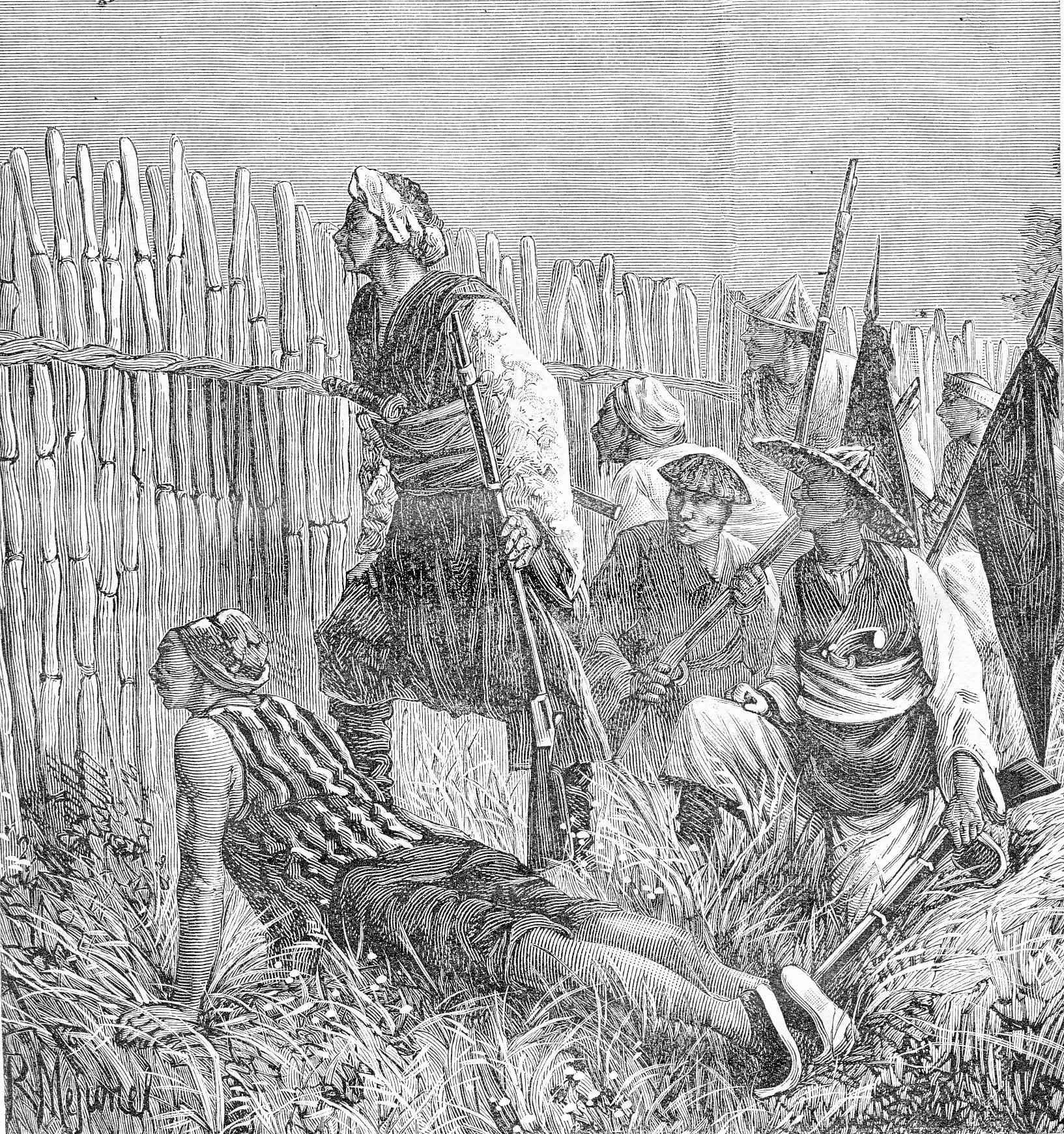
quân Cờ đen tổ chức phục kích.

Năm 1857, Lưu Vĩnh Phúc xin làm thuộc hạ của Ngô Lăng Vân, người tự xưng là Ngô Vương, và là dư đảng Thái Bình Thiên quốc, bản doanh đóng gần Nam Ninh, Quảng Tây (Trung Quốc). Lưu được Ngô Lăng Vân trợ giúp rồi sau đã trở thành một nhân vật quyền thế dưới trướng của Ngô Vương. Khi Ngô Lăng Vân bị giết (1863), Lưu đem bộ hạ theo Vương Sĩ Lâm và Hoàng Tư Nùng ở châu Thượng Tư (Quảng Tây) 

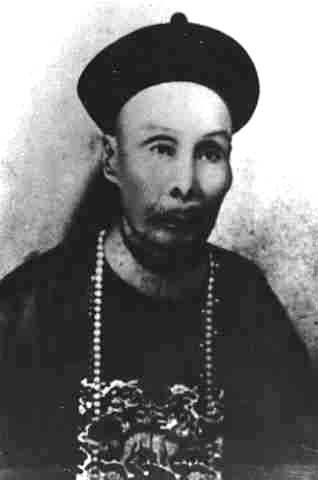
Lưu Vĩnh Phúc

cướp phá ở nhiều nơi, sau mới gia nhập lại với Ngô Côn, con trai và là người kế nghiệp Ngô Vương. Là một người có nhiều tham vọng, cộng thêm hoàn cảnh thiếu thốn, Lưu xin với Ngô Á Chung (tức Ngô Côn) đem quân vượt biên giới sang cướp bóc bên Đại Nam. Cuộc quân hành này cũng tránh được quan quân nhà Thanh đang càn quét, tái lập quyền kiểm soát vùng Lưỡng Quảng. Với 200 đồng đảng thân tín, trương một lá cờ màu đen làm kỳ hiệu, Lưu Vĩnh Phúc vượt biên giới vào Đại Nam năm 1865. Lưu vừa đi vừa tuyển thêm quân từ các toán thổ phỉ khác mà không bị ai chặn lại hay ngăn trở gì. Đến gần Sơn Tây, quân Cờ Đen khi đó đã lên tới 500 người dừng lại lập doanh trại. Sự hiện diện của một đội quân vũ trang trong lãnh thổ của các bộ tộc Mông miền núi là một sự đe dọa với họ, nên xung đột vũ trang đã nổ ra. Quân Cờ Đen phục kích và đánh bại cuộc tấn công của thổ dân, đồng thời giết chết một thủ lĩnh của họ. Viên thủ lĩnh này chống đối chính quyền nhà Nguyễn, nên nhân cơ hội đó nhà Nguyễn chính thức ban cho Lưu chức vị Cửu phẩm bách hộ để tiếp tục công việc bình định vùng này.

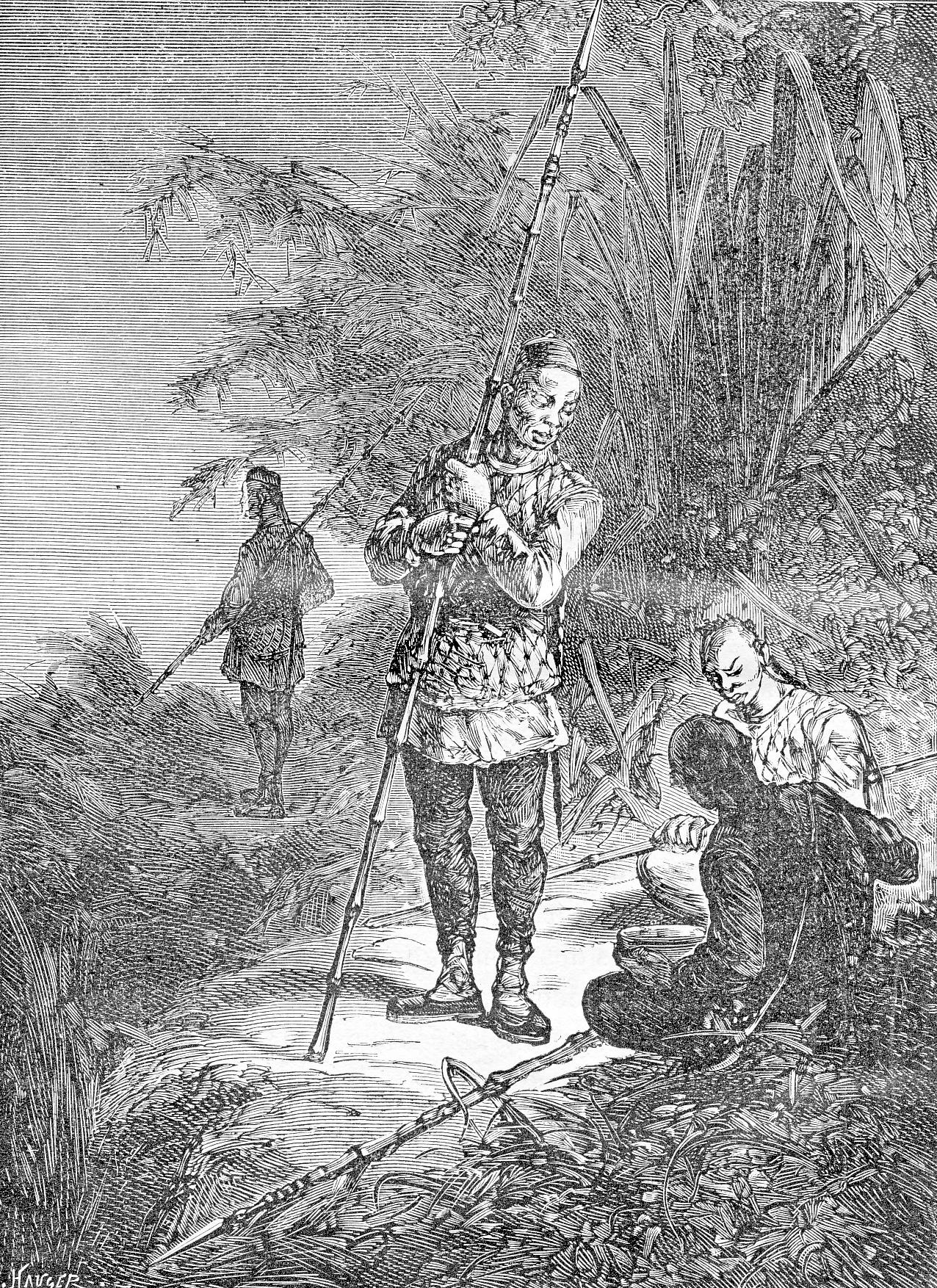
Binh lính Quân Cờ đen, 1873

Tuy vậy, đánh nhau với người thiểu số không phải là mối quan tâm chính của Lưu, nên năm 1868, Lưu quay ra tranh giành khu vực thị trấn Lào Cai, tức châu Bảo Thắng, một món mồi béo bở, lúc bấy giờ đang nằm dưới sự kiểm soát của các thương gia có vũ trang người Quảng Đông. Quân Cờ Đen tự tiện thu thuế, khai khoáng, cướp bóc khắp nơi, quan quân nhà Nguyễn cũng không ngăn cản được. Quân Cờ Đen còn thiết lập một hệ thống bảo kê, đánh thuế 10% cho các hoạt động thương mại đường thủy dọc sông Hồng. Nguồn lợi từ các hoạt động này lớn tới mức quân Cờ đen nhanh chóng gia tăng lực lượng, với cả một số sĩ quan là các lính đánh thuê châu Âu hay Mỹ, và Lưu sử dụng kinh nghiệm của số người này để biến lực lượng của mình thành một đạo quân đáng gờm.

## Lịch sử hoạt động

### Dưới sự bảo trợ của nhà Nguyễn

Francis Garnier bị Quân Cờ đen đâm chết ở Cầu Giấy.

Theo ghi chép của người Pháp, lực lượng Cờ đen đóng tại Lào Cai, lúc đó là một thị trấn giao dịch nhỏ với hai, ba trăm nóc nhà tre mái lợp tranh. Dân cư thị trấn phần lớn là người Tàu, nói tiếng Quảng Đông. Thành Lào Cai là một thành bằng đá nhỏ, tường thấp, đươc bảo vệ bởi khoảng 15 khẩu pháo nhỏ, với một khẩu thần công bằng đồng nòng lớn 5 tấc (12.7 cm). Trong thành đóng đại bản doanh của Lưu Vĩnh Phúc với 200 thủ hạ thân tín, trong tổng số khoảng 800 quân Cờ đen. Lực lượng này được nhà chức trách An Nam trả lương 35 xu (quy ra tiền dollar) một tháng và lương ăn như với quân chính quy triều đình. Số tiền này được chuyển cho Lưu Vĩnh Phúc để phân phát lại cho binh lính dưới trướng hàng tháng là 30 kg gạo và 1,500 đồng tiền kẽm (1.40 đồng dollar bằng bạc), còn khi đi đánh trận thì được hưởng lương gấp đôi. Ngoài ra thỉnh thoảng quân lính còn được cấp thuốc phiện và rượu gạo. Chi phí để nuôi đạo quân này lên đên 17,000 dollar bạc hàng năm, lấy từ tiền lương triều đình trả và tiền thu thuế ở Lào Cai.

### Trận Cầu Giấy lần thứ nhất (Tháng 12-1873)
Năm 1873, Triều đình Nhà Nguyễn tranh thủ sự giúp đỡ của quân Cờ đen để đối mặt với âm mưu xâm chiếm Bắc Kỳ của trung úy hải quân Pháp Francis Garnier, người đã hành động không theo mệnh lệnh sau khi được cử đến đó làm nhiệm vụ ngoại giao. Vào ngày 21 tháng 12 năm 1873, Lưu Vĩnh Phúc và khoảng 600 quân Cờ đen (tiếng Pháp: pavillons noirs, drapeaux noirs), diễu hành bên dưới một biểu ngữ khổng lồ màu đen, tiến đến cổng phía Tây của Thành Hà Nội. Một đội quân lớn của Triều đình theo sau. Garnier ra lệnh pháo kích quân Cờ đen bằng bệ pháo dã chiến gắn phía trên cổng, và khi quân Cờ Đen bị đẩy lui, ông dẫn đầu một nhóm gồm 18 lính thủy đánh bộ Pháp ra khỏi cổng để truy đuổi. Garnier và ba người của ông lao lên dốc trong một cuộc tấn công bằng lưỡi lê vào một nhóm Cờ đen nhưng bị đâm chết sau khi vấp ngã trong một hố nước. Bốn người đồng đội khác của Garnier gồm có Dagorne, Bonifay, Sorre, và phó chỉ huy Balny dẫn một đội lính nhỏ để tăng viện Garnier nhưng cũng đã bị giết chết. Ba binh sĩ Pháp khác cũng bị giết trong các cuộc xuất kích này, và những người khác chạy về thành sau khi các sĩ quan của họ thất thủ.

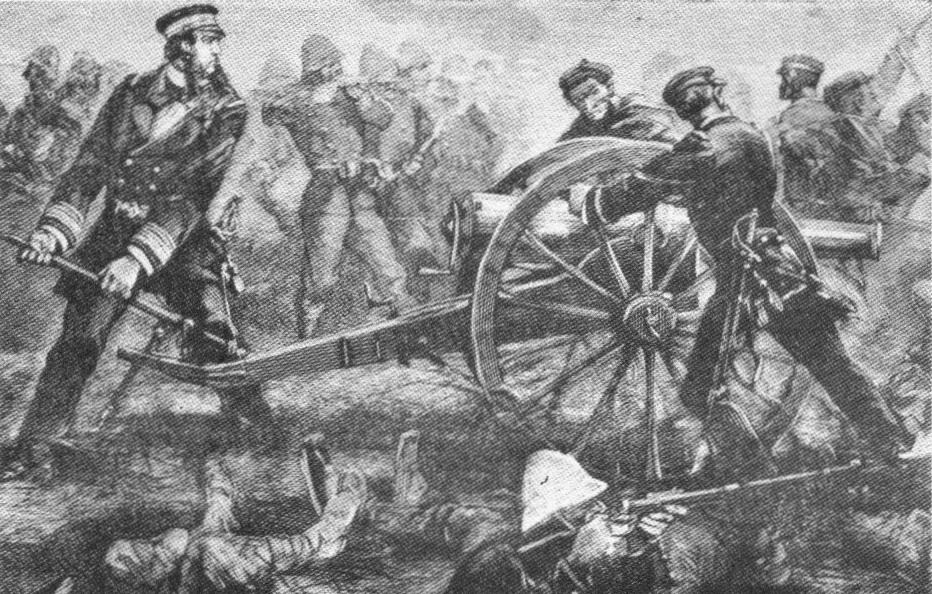
Chỉ huy Henri Rivière nỗ lực giải cứu một khẩu đại bác đang sa lầy của Pháp tại Cầu Giấy.

Mặc dù Garnier đã chết, nỗ lực chiếm lại Hà Nội đã thất bại và người Pháp vẫn nắm quyền kiểm soát phần lớn đồng bằng sông Hồng. Tuy nhiên, chính phủ Pháp không chấp thuận cuộc chinh phạt trái phép, trung úy Paul Philastre được cử đi đuổi người của Garnier khỏi các thành mà họ chiếm đóng và đưa họ trở về Sài Gòn vào tháng 2 năm 1874.

### Trận Cầu Giấy lần thứ hai (Tháng 5-1883)
Mười năm sau, với việc Pháp một lần nữa đẩy mạnh vào Bắc Kỳ, các cuộc chiến không được khai báo đã nổ ra vào năm 1883 và nửa đầu năm 1884 như một khúc dạo đầu cho Chiến tranh Thanh-Pháp. Quân Cờ đen đã giao chiến với quân Pháp ở Bắc Kỳ. Trận đụng độ lớn đầu tiên là tại Trận Cầu Giấy (ngày 19 tháng 5 năm 1883), trong đó thuyền trưởng hải quân Pháp Henri Rivière bị phục kích và bị giết. Đó là một chiến thắng nhanh chóng và nổi bật của Quân Cờ Đen.

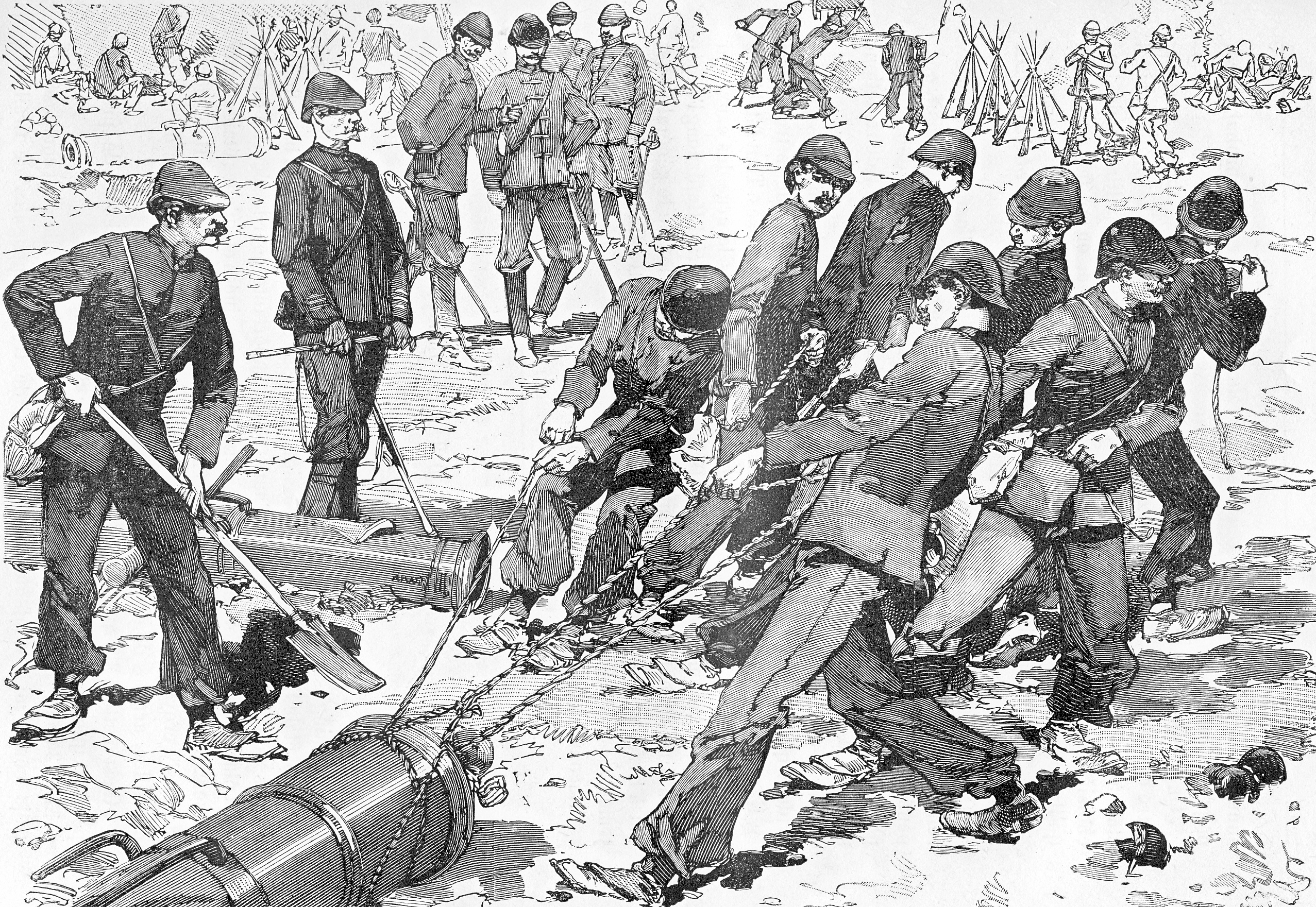
Đại tá Bichot thu hồi khẩu đại bác bị Cờ đen bỏ lại.

### Các cuộc đụng độ do dự, mùa hè năm 1883
Trong trận Phủ Hoài (ngày 15 tháng 8 năm 1883), quân Cờ Đen đã bảo vệ thành công các vị trí của mình trước cuộc tấn công của quân Pháp do tướng Alexandre-Eugène Bouët phát động, mặc dù thương vong cao hơn quân Pháp đáng kể. Trong trận Palan (ngày 1 tháng 9 năm 1883) quân Cờ đen hoạt động kém hiệu quả hơn khi bị đánh đuổi khỏi vị trí then chốt trên sông Đáy.

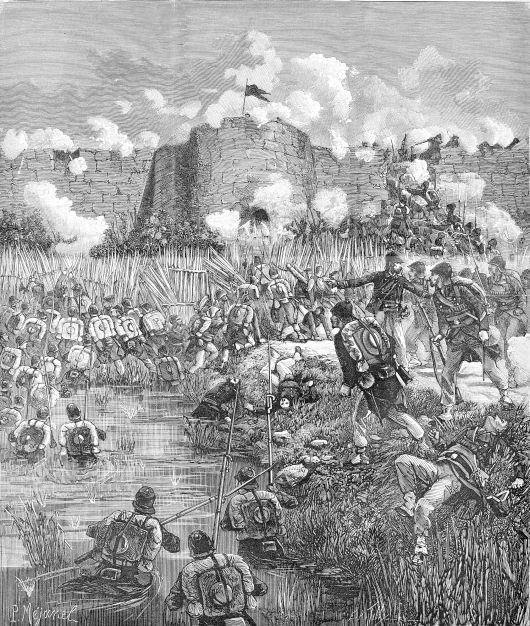
Quân Pháp đánh chiếm Sơn Tây, ngày 16 tháng 12 năm 1883

### Thảm họa ở Sơn Tây, tháng 12 năm 1883
Tháng 12 năm 1883, Quân Cờ Đen bị thất bại nặng nề dưới tay Đô đốc Amédée Courbet trong Chiến dịch Sơn Tây. Dù đã chiến đấu dũng cảm trong các trận giao tranh tại Phù Sa vào ngày 14 tháng 12 và Sơn Tây vào ngày 16 tháng 12, quân Cờ đen đã không thể ngăn cản quân Pháp tấn công Sơn Tây. Ngay cả với lực lượng dự phòng đông đảo của Nhà Thanh và Nhà Nguyễn tại Sơn Tây, Quân Cờ Đen vẫn phải gánh chịu những cuộc tấn công mạnh mẽ, và chịu thương vong rất nặng nề. Theo ý kiến của nhà quan sát người Anh William Mesny, một sĩ quan cao cấp trong quân đội Trung Quốc, cuộc giao tranh tại Sơn Tây đã phá vỡ sức mạnh của quân Cờ đen, mặc dù sự phòng thủ kiên cố của quân Cờ đen trong trận Hòa Mộc mười lăm tháng sau đó không chịu đánh giá này.

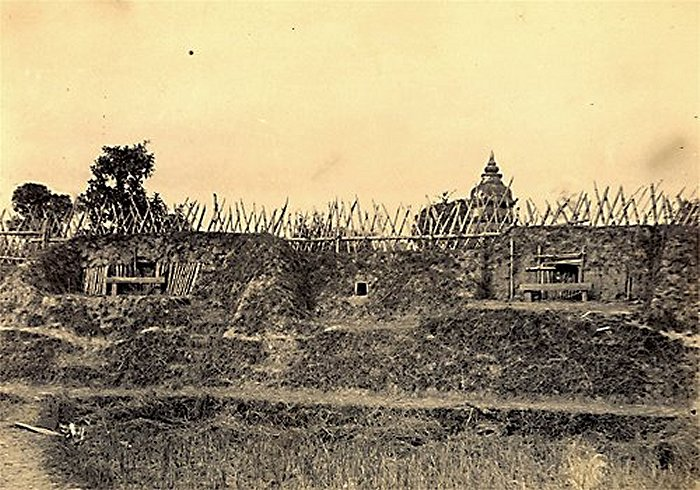
Chiến lũy thành Hưng Hóa.

### Mất Hưng Hóa, tháng 4 năm 1884

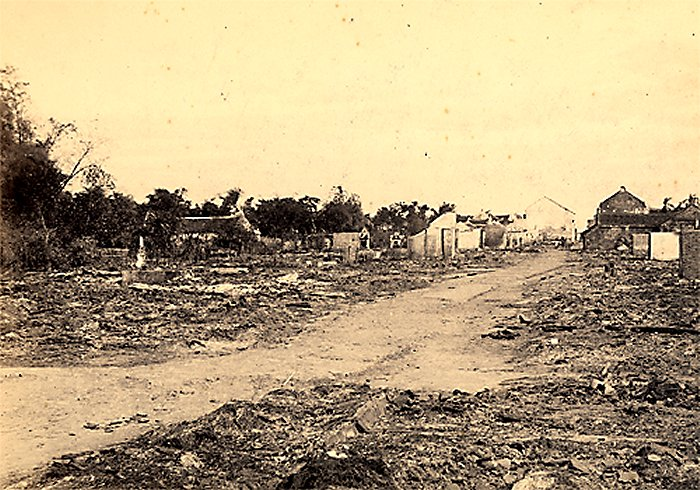
Hưng Hóa điêu tàn sau trận chiến.

Quân Cờ Đen không tham gia Chiến dịch Bắc Ninh (tháng 3 năm 1884). Sau khi Pháp chiếm được Bắc Ninh, quân Cờ đen rút về Hưng Hóa. Tháng 4 năm 1884, quân Pháp tiến vào Hưng Hóa với cả hai lữ đoàn của quân viễn chinh Bắc Kỳ. Quân Cờ đen đã thiết lập một loạt công sự ấn tượng xung quanh thị trấn, nhưng Tướng Charles-Théodore Millot, tổng tư lệnh của Pháp, đã chiếm được nó mà không có một thương vong nào cho quân Pháp. Trong khi Lữ đoàn 2 của Tướng François de Négrier chốt trực diện quân Cờ đen từ phía đông và khiến Hưng Hóa hứng chịu trận pháo kích dữ dội từ đỉnh Trung Xá, Tướng Louis Brière de l'Isle của Lữ đoàn 1 thực hiện một cuộc hành quân xuống sườn phía nam để cắt đứt đường rút lui của Lưu. Vào tối ngày 11 tháng 4, khi thấy quân Turcos của Brière de l'Isle và bộ binh thủy quân lục chiến xuất hiện sau sườn của họ tại Xuân Đông, quân Cờ đen đã sơ tán khỏi Hưng Hóa trước khi bị mắc kẹt bên trong đó. Họ đốt cháy các ngôi nhà còn lại trước khi rời đi, và vào sáng hôm sau, người Pháp nhận thấy thị trấn bị bỏ hoang hoàn toàn.

### Mất Tuyên Quang, tháng 6 năm 1884
Quân Cờ Đen rút ngược sông Hồng về Thanh Quan, chỉ cách thị xã biên cương Lào Cai vài ngày đi bộ. Vài trăm binh lính Cờ đen, mất tinh thần bởi chiến thắng dễ dàng của Courbet và Millot trước Quân Cờ đen, đã đầu hàng quân Pháp vào mùa hè năm 1884. Một trong những thành tích cuối cùng của Millot là tiến đánh sông Lô và đẩy quân Cờ đen ra khỏi Tuyên Quang vào tuần đầu tiên của tháng 6, một lần nữa mà không có một người Pháp nào bị thương vong. Nếu quân Pháp truy lùng gắt gao Lưu Vĩnh Phúc sau khi chiếm được Tuyên Quang, thì quân Cờ đen có lẽ đã bị đánh đuổi khỏi Bắc Kỳ từ đó. Nhưng sự chú ý của người Pháp đã bị chuyển hướng bởi cuộc khủng hoảng bất ngờ với Trung Quốc do cuộc phục kích Bắc Lệ kích động (23 tháng 6 năm 1884), và trong mùa hè sôi động năm 1884, quân Cờ đen bị bỏ lại để gặm nhấm thất bại của họ.

### Liên minh với Trung Quốc, tháng 9 năm 1884 đến tháng 4 năm 1885

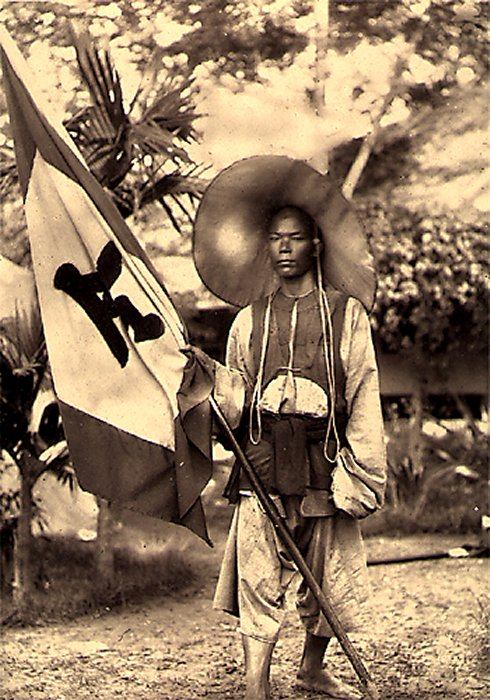
Một người lính của quân Cờ đen, 1885

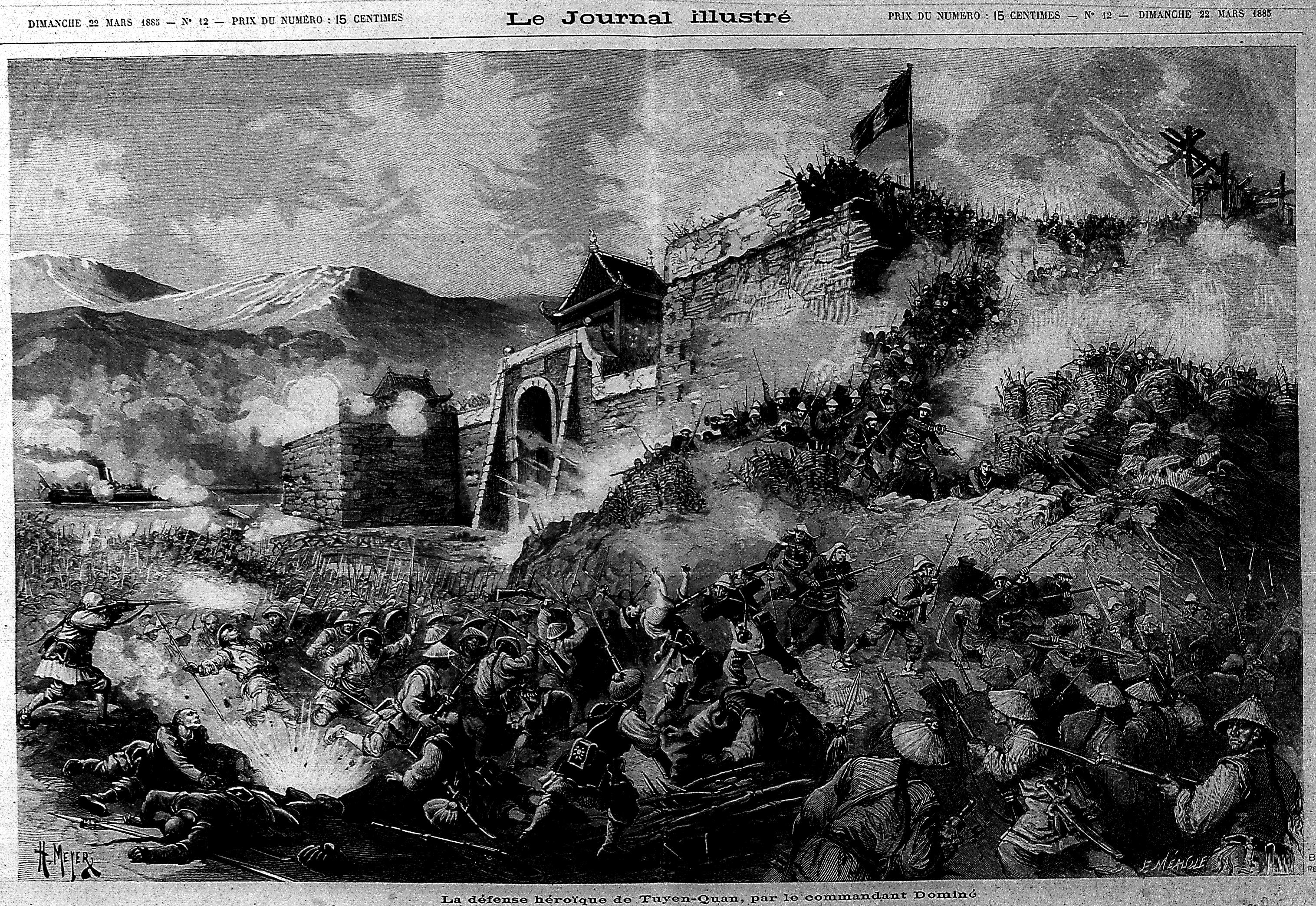
Bao vây thành Tuyên Quang

Vận mệnh của các quân cờ đen đã được biến đổi bởi sự bùng nổ của Chiến tranh Pháp-Thanh vào tháng năm 1884. Từ Hi Thái Hậu phản ứng với tin tức Hạm đội Phúc Kiến Trung Quốc bị tàn phá nặng nề tại Trận Phúc Châu (ngày 23 tháng tám năm 1884) bằng cách chiêu mộ các tướng xâm lược Bắc Kỳ của mình đánh đuổi quân Pháp ra khỏi Hà Nội. Tang Jingsong, chỉ huy quân Vân Nam, biết rằng sự phục vụ của Lưu sẽ là vô giá trong cuộc chiến với Pháp, và Lưu đã đồng ý tham gia cùng với Quân đội Cờ Đen trong chiến dịch sắp tới. Quân Cờ đen đã giúp quân Trung Quốc gây áp lực lên Hưng Hóa và các đồn của Pháp ở Phủ Doãn và Tuyên Quang bị cô lập trong mùa thu năm 1884.

### Trận Hòa Mộc, tháng 3 năm 1885
Vào mùa đông và mùa xuân năm 1885, 3.000 binh sĩ của quân Cờ đen đã phục vụ trong cuộc vây hãm Tuyên Quang. Trong trận Hòa Mộc (2 tháng 3 năm 1885), quân Cờ Đen đã gây thương vong nặng nề cho một đội quân Pháp đang hành quân giải vây Tuyên Quang. Thương vong của quân Pháp tại Hòa Mộc là 76 người chết và 408 người bị thương, tỷ lệ thương vong cao nhất và tổn thất nặng nề nhất trong các cuộc giao tranh trong một ngày của quân Pháp trong Chiến tranh Trung-Pháp. Nhiều sĩ quan Pháp tại Hòa Mộc cho biết cuộc tàn sát còn tồi tệ hơn ở Sơn Tây mười lăm tháng trước đó.

## Giải tán
Theo một trong các điều kiện hòa ước giữa Pháp và Thanh để chấm dứt cuộc chiến tranh Pháp-Thanh, Lưu Vĩnh Phúc phải rời Bắc Kỳ. Tới giai đoạn cuối cuộc chiến này, quân Cờ Đen chỉ còn khoảng 2.000 người, và không có khả năng chống lại Đường Cảnh Tùng và các chỉ huy quân Vân Nam khác. Lưu về lại Trung Quốc với một số thuộc hạ thân tín, bỏ lại phần lớn quân Cờ Đen giải tán ngay tại Bắc Kỳ trong mùa hè năm 1885. Không được trả lương trong vòng mấy tháng, và có sẵn vũ khí, số quân này quay lại làm giặc cướp, đội danh quân Cần Vương kháng Pháp. Người Pháp phải mất hàng tháng để đánh dẹp các nhóm này, và đường từ Hưng Hóa cho tới Lào Cai phải tới tháng 2 năm 1886 mới an toàn trở lại. Năm 1887, quân Cờ Đen vẫn đủ sức lục soát và cướp phá Luang Prabang.

## Nhận định

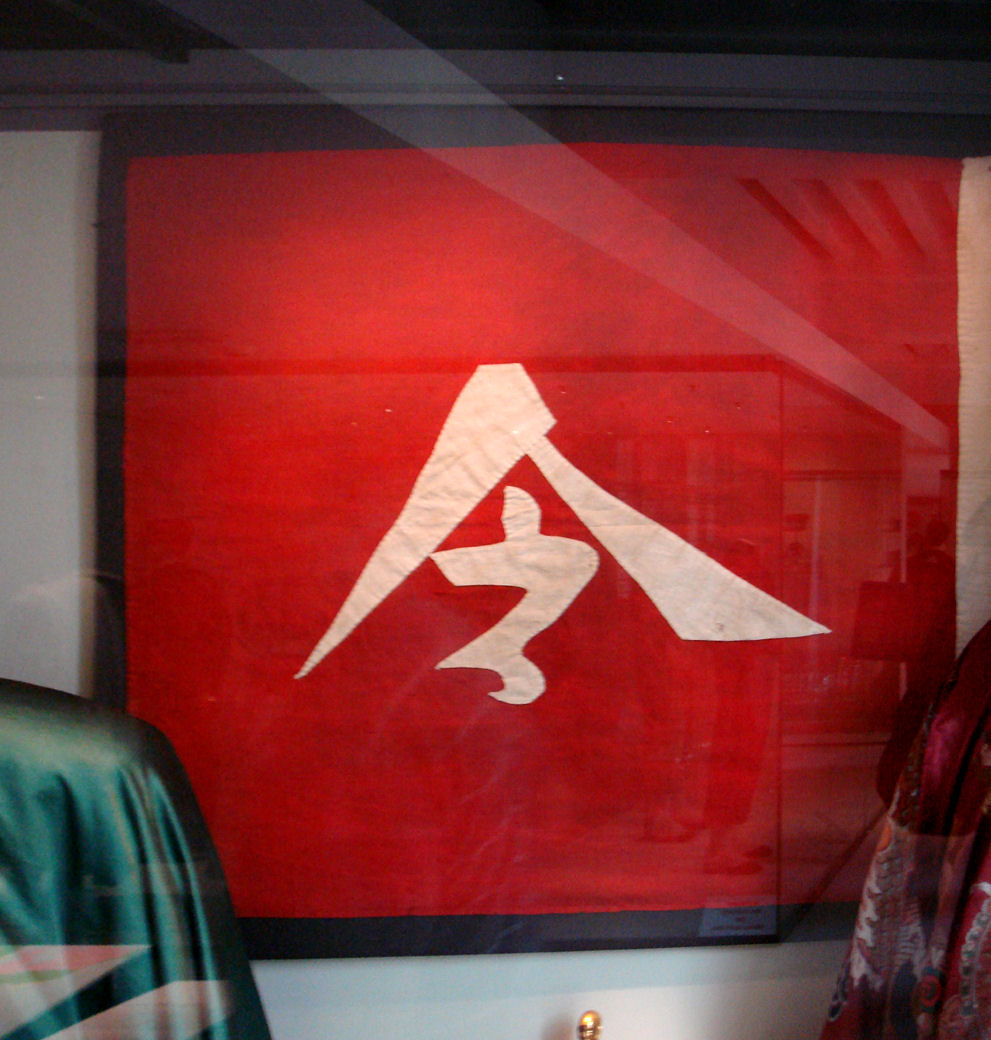
Một hiệu kỳ của quân Cờ đen, bị quân Pháp bắt tại Hoa Mộc (ngày 2 tháng 3 năm 1885) hiện được trưng bày tại Bảo tàng quân đội (Paris)

Đương thời, quân Cờ Đen tuy có công gây tổn thương cho lực lượng viễn chính của Pháp đang xâm chiếm Đông Dương, nhưng chính quân Cờ Đen cũng gây nhiều ca thán, tàn hại thường dân. Một võ tướng bấy giờ là Ông Ích Khiêm không đồng tình khi triều đình Huế mượn sức quân Cờ Đen chống chọi với Pháp. Ông cũng chê trách các quan Việt bất tài, nên khi hữu sự phải nhờ vào người Tàu để đánh giặc. Ông có làm bài thơ trách cứ tinh thần ỷ lại của các quan trong triều:
Áo chúa cơm vua hưởng bấy lâu
Đến khi có giặc phải thuê Tàu
Từng phen võng giá mau chân nhẩy
Đến bước chông gai thấy mặt đâu
Tiền bạc quyên hoài dân xác mướp
Trâu dê ngày hiến đứa răng bầu
Ai ôi hãy chống trời Nam lại
Kẻo nữa dân ta phải cạo đầu